# Agapetus jiriensis
Agapetus jiriensis là một loài Trichoptera trong họ Glossosomatidae. Chúng phân bố ở miền Ấn Độ - Mã Lai.